# Manned Orbiting Laboratory
Manned Orbiting Laboratory (MOL) – pierwotnie określane jako Manned Orbital Laboratory – niezrealizowany projekt amerykańskiej wojskowej stacji kosmicznej, część programu załogowych lotów kosmicznych USAF, sukcesor niezrealizowanego wojskowego samolotu zwiadowczego Boeing X-20 Dyna-Soar.
Program MOL został przygotowany na bazie kilku wcześniejszych projektów USAF i NASA dotyczących załogowych stacji orbitalnych do celów zwiadowczych. Ostateczny projekt zakładał laboratorium do jednorazowego użytku, obsługujące 40-dniowe misje, na które załogi wynoszone byłyby statkami typu Gemini B, opracowanymi na podstawie doświadczeń programu Gemini.

## Historia

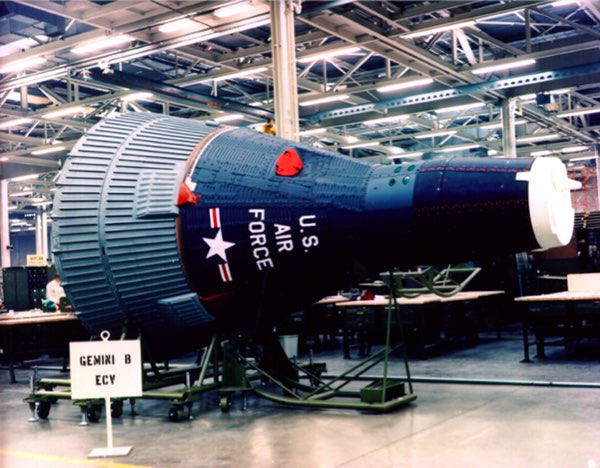
Makieta kapsuły Gemini B

Program MOL został formalnie ogłoszony 10 grudnia 1963 roku jako platforma doświadczalna dla wykorzystania załogowych misji kosmicznych do celów wojskowych. Cały zamysł spodobał się CIA ze względu na perspektywy stacji. CIA pomagała więc w konstruowaniu MOL. Stałoby się ono konkurentem radzieckich wojskowych Ałmazów, które trafiły na orbitę w kolejnej dekadzie. Podobnie jak Ałmazy, MOL miało być wyposażone w aparat fotograficzny i duży teleskop. Dostawcą sprzętu miał zostać Douglas Aircraft Company. Stacja miała mieć formę cylindra o długości 12,5 m i średnicy 3 m, a do wynoszenia jej zamierzano użyć Titana III. Mimo zewnętrznego podobieństwa do swojego poprzednika, przygotowany na potrzeby projektu sprzęt Gemini B został przeprojektowany w kilku punktach, m.in. dodano właz umożliwiający przechodzenie z pojazdu do laboratorium na orbicie.
Losy tego programu układały się różnie, lecz pod naciskiem kół wojskowych, uzyskał wysoką rangę. 25 lipca 1965 roku sam prezydent Lyndon B. Johnson oficjalnie potwierdził szybkie rozwijanie programu MOL. Zgodnie z jego wypowiedzią, wojskowe laboratorium satelitarne miało zostać umieszczone w przestrzeni już w roku 1968. W ramach programu odbył się jeden lot testowy (z zaplanowanych ośmiu; z tego pięć załogowych planowanych na lata 1972-75). 3 listopada 1966 roku kapsuła Gemini 2 (z dodatkowym malowaniem US Air Force) wraz z makietą stacji MOL o nazwie OPS0855 została wyniesiona w kosmos z bazy USAF na Przylądku Canaveral. Po 33 minutach kapsuła oddzieliła się w locie suborbitalnym i wróciła z sukcesem na Ziemię, natomiast OPS 0855, wyposażona w sprzęt doświadczalny orbitowała dalej przez 30 dni (misja pierwotnie zakładała 75 dni na orbicie).
Program Manned Orbiting Laboratory został skasowany w roku 1969, w okresie największych osiągnięć programu Apollo. Pentagon bardzo popierał program MOL, lecz Siły Powietrze nigdy wcześniej nie zbudowały załogowego statku kosmicznego, nie wiedziały więc, jak zapanować nad kosztami takiego przedsięwzięcia. Do 1969 roku przewidywany koszt wzrósł z początkowych 1,5 do 3 miliardów dolarów. Brakowało pieniędzy ze względu na wydatki, jakie pochłaniała wojna w Wietnamie, i w maju odwołano program MOL. Było już wtedy jasne, że system satelitów wywiadowczych pozwala na osiągnięcie założonych celów przy dużo niższym koszcie. Po kilku latach ujawniono jeszcze jeden powód odwołania projektu. CIA i Siły Powietrzne współpracowały ściśle przy MOL, jednak dyrektor CIA za kadencji Nixona, Richard Helms odmówił swego poparcia programowi. Chodziło o to, że służby wywiadowcze Stanów Zjednoczonych obawiały się ryzykować życie ludzi. Jak twierdzi analityk Jeffrey Richelson, doradca Helmsa, „bali się, że wypadek, który kosztowałby życie choćby jednego astronauty, mógłby przerwać program na dłuższy czas i obezwładnić cały program zwiadu kosmicznego”. Jednak trzy lata później, kiedy NASA pracowała już nad konstrukcją promu kosmicznego, nikomu nie przychodziły do głowy takie myśli. Prace badawcze nad rozwojem amerykańskich stacji załogowych zaowocowały potem cywilnym projektem Skylab, który wyniesiony został na orbitę w 1973 roku.
Do programu MOL zakwalifikowano ostatecznie 14 astronautów w trzech rzutach. Po jego likwidacji NASA przejęła siedmiu astronautów i zaproponowała im przejście do programu lotów wahadłowców.
Pod względem założeń i funkcjonalności MOL przypominał radziecki program wojskowych stacji Ałmaz, wynoszonych na orbitę w ramach programu Salut. Rosjanie zakończyli te próby w 1977 roku z tych samych powodów, które doprowadziły do zamknięcia programu amerykańskiego.

## Cel misji
Zadaniem załogi miało być, oprócz przeprowadzania pomiarów i przewidzianych programem badań, dokonywanie oceny możliwości przechwytywania i inspekcji obiektów kosmicznych oraz sprawdzenie możliwości wykrywania, lokalizacji, identyfikacji i śledzenia okrętów nawodnych i podwodnych. Początkowo planowano wysłanie pięciu laboratoriów MOL z dwuosobowymi załogami na orbity biegunowe.
W MOL miano sprawdzić teleskopy do obserwacji powierzchni Ziemi, specjalne kamery telewizyjne o zmiennej długości ogniskowej, złożone układy radiolokacyjne, dalmierze i celowniki rozmaitych typów. Przebadane miały być czułe magnetometry, zdolne do wykrywania drobnych zmian pola magnetycznego Ziemi. W dalszej fazie tego projektu miało nastąpić wypróbowanie globalnego układu zwiadowczego, złożonego z MOL oraz zespołu satelitów bezzałogowych. Zadaniem załóg miało być jedynie wykrywanie oraz określanie położenia obiektów morskich. Identyfikacja ich natomiast, zaszeregowanie i śledzenie należeć miało do satelitów, których aparatura w tym celu miała otrzymywać odpowiednie instrukcje z MOL.

## Technologie

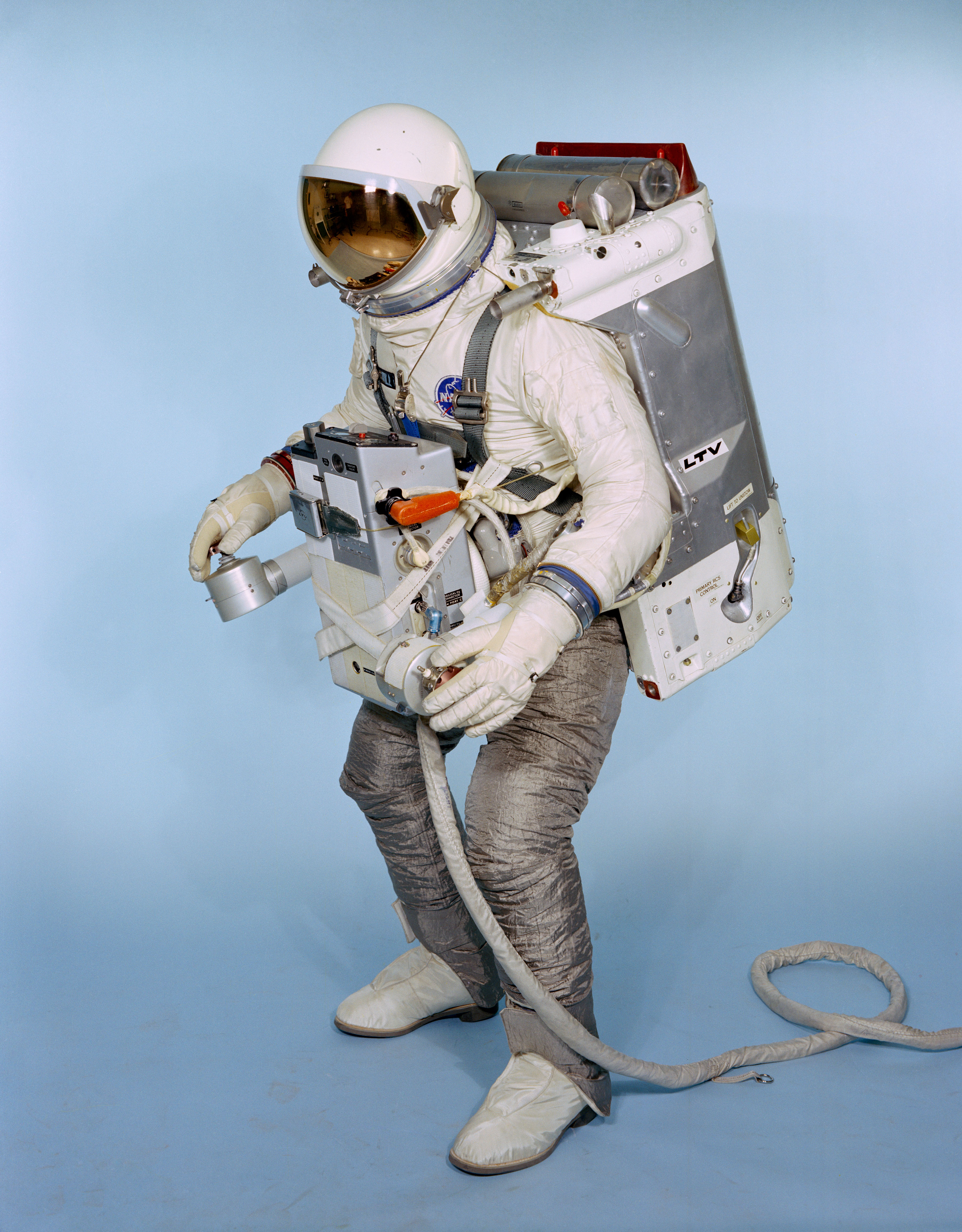
USAF Astronaut Maneuvering Unit

Na potrzeby programu USAF przygotowało własny Astronaut Maneuvering Unit. Astronauta NASA Deke Slayton w swojej późniejszej autobiografii wyraził przypuszczenie, że celem skonstruowania tego skafandra przez USAF mogła być chęć umożliwienia astronautom inspekcji satelitów obcych państw na orbicie.
Statek-laboratorium miał składać się z części laboratoryjnej, w której astronauci mieli pracować w trakcie lotu, i ze zmodyfikowanej kabiny załogowej typu Gemini B, przeznaczonej do wyniesienia załogi w przestrzeń kosmiczną oraz powrotu na Ziemię. Całkowita długość statku miała wynosić 16,46 m, masa 11 340 kg, w tym kabiny załogowej 2720 kg. Załoga miała składać się z dwóch osób, które mogły przebywać w laboratorium 30 lub 40 dni (w zależności od źródeł). Wysokość orbity MOL-a planowano na 600-650 km. Pierwotnie zakładano, że masa stacji wyniesie 8 ton, kolejne opracowania podawały wzrost masy do około 13,5 tony. Stąd do wyniesienia laboratorium na orbitę konieczna byłaby dostatecznie potężna rakieta nośna. Przewidywano, że będzie nią Titan III, lecz ówczesna wersja tej rakiety (Titan 3C) miała zbyt mały udźwig. Pojawił się wtedy pomysł zwiększenia obu pomocniczych silników rakietowych stopnia podstawowego (użycie 7 segmentów, zamiast – jak w Titanie 3C – pięciu), tak że ciąg tego stopnia zwiększyłby się do 1500 T. Siły powietrzne zamówiły wzmocnioną wersję rakiety, wyposażoną w większe rakiety pomocnicze na paliwo stałe.

### Gemini B
W statku Gemini astronauci mieli przebywać tylko w czasie dolotu i powrotu na Ziemię. W związku z tym wewnętrzne wyposażenie miało zostać uproszczone. W kabinie miało nie być wielu normalnie koniecznych urządzeń umożliwiających utrzymanie warunków życiowych oraz złożonej aparatury łącznościowej, gdyż miały zostać umieszczone w części laboratoryjnej. Dzięki czemu można było zmniejszyć masę kabiny o około 350 do 450 kg. Natomiast kabina musiałaby zostać wyposażona w wyraźnie pogrubioną osłonę cieplną. Powracać miała z wysokości dwukrotnie większej niż ówcześnie używane statki o tej samej nazwie. W osłonie tej miał być wmontowany łatwo otwieralny właz, umożliwiający przejście astronautów do części laboratoryjnej. Test OPS 0855 wykazał jednak wadę takiego rozwiązania: w wyniku rozgrzania w czasie powrotu do atmosfery właz uległ „przyspawaniu” do osłony. Z powodu wprowadzonych zmian średnica maksymalna u podstawy stożka miała wynosić około 3 m, długość (wysokość) – 5,6 m. Masa załogowych statków Gemini wahała się mniej więcej od 3,2 do 3,6 tony. Statek Gemini B miał mieć masę co najwyżej 2,7 tony.

### Laboratorium
Część laboratoryjna miała mieć kształt walca o średnicy około 3 metrów i długości około 12 m. Dzięki temu miała pomieścić znaczne ilości urządzeń, a przebywający w niej astronauci dysponować znaczną „przestrzenią życiową”. Laboratorium miało być podzielone na dwie części. W tylnej, bardzo szczelnej, w której mieli stale przebywać astronauci, miała być utrzymywana specjalna atmosfera, złożona z helu i tlenu pod ciśnieniem 0,35 atm. Przednią część laboratorium pozbawioną atmosfery zajmować miały różne urządzenia, aparatura pomiarowa oraz pokładowe źródła energii elektrycznej.
W 1965 rozpoczęto opracowywanie nowoczesnego systemu optycznego na potrzeby zwiadu wojskowego. Aparat o kryptonimie „Dorian” i kodzie KH-10 miał znaleźć się na wyposażeniu MOL, lecz prace zostały zatrzymane w 1969 roku, przed zaplanowanymi startami załogowymi. Aparat KH-10 załogowej stacji zwiadowczej umożliwiał osiągnięcie rozdzielczości w granicach 23 centymetrów. Konstrukcja została zastąpiona projektem KH-11 (kryptonim „Kennan”), który oferował rozdzielczość 76 mm i umożliwiał transmisję wideo zrobionych zdjęć do centrum kontroli na Ziemi.